# Scotognapha
Genre
Scotognapha est un genre d'araignées aranéomorphes de la famille des Gnaphosidae.

## Distribution
Les espèces de ce genre se rencontrent aux îles Canaries et aux îles Selvagens à Madère.

## Liste des espèces
Selon World Spider Catalog (version 17.5, 10/11/2016) :
- Scotognapha arcuata Wunderlich, 2011
- Scotognapha atomaria Dalmas, 1920
- Scotognapha brunnea Schmidt, 1980
- Scotognapha canaricola (Strand, 1911)
- Scotognapha convexa (Simon, 1883)
- Scotognapha costacalma Platnick, Ovtsharenko & Murphy, 2001
- Scotognapha galletas Platnick, Ovtsharenko & Murphy, 2001
- Scotognapha haria Platnick, Ovtsharenko & Murphy, 2001
- Scotognapha juangrandica Platnick, Ovtsharenko & Murphy, 2001
- Scotognapha medano Platnick, Ovtsharenko & Murphy, 2001
- Scotognapha paivani (Blackwall, 1864)
- Scotognapha taganana Platnick, Ovtsharenko & Murphy, 2001
- Scotognapha teideensis (Wunderlich, 1992)
- Scotognapha wunderlichi Platnick, Ovtsharenko & Murphy, 2001

## Publication originale
- Dalmas, 1920 : Deux nouveaux genres d'araignées de la famille des Gnaphosidae. Bulletin du Muséum national d'histoire naturelle, Paris, vol. 1920, p. 119-124 (texte intégral).